# Нестеров, Арсений Юрьевич
Арсений Юрьевич Нестеров (род. 20 января 2003, Санкт-Петербург) — российский шахматист, гроссмейстер (2020), мастер спорта России (2019). Призёр Кубка России (2023), участник Кубка мира (2023).

## Игровая карьера
Воспитанник Дворца детского (юношеского) творчества имени Лёни Голикова в Великом Новгороде; первым тренером Нестерова был Григорий Петрович Особливый. Впоследствии Нестеров занимался у Руслана Щербакова, Михаила Шерешевского, Дмитрия Кряквина.
Среди успехов Нестерова на юношеском уровне — победа в первенстве России по шахматам среди игроков до 15 лет в 2017 году (тогда он представлял Московскую область).
В марте 2019 года Нестеров победил на чемпионате Северо-Западного федерального округа (СЗФО) по шахматам (впереди трёх гроссмейстеров и ряда мастеров). На рубеже 2019—2020 гг. занял второе место в 49-м розыгрыше Кубка Рилтона — международного турнира по швейцарской системе, традиционно проходящего в шведской столице Стокгольме; по итогам 9 туров по 7 очков, впереди остальных, набрали Нестеров и Эльшан Морадиабади (США; Морадиабади стал победителем с учётом дополнительного показателя). В 2021 году выиграл чемпионат СЗФО по быстрым шахматам. В июле 2022 года Нестеров участвовал в лично-командном турнире по шахматам в рамках VIII Всероссийской летней Универсиады, представляя Уральский государственный горный университет; победил и в личном (разделил первое — второе места с мастером ФИДЕ Ильёй Григорьевым, обошёл его по коэффициенту Бухгольца), и в командном зачёте. В сентябре 2022 года победил на этапе «Блиц Гран-при России» в Сочи.
Участник суперфинала 75-го чемпионата России (2022); занял последнее место, при этом, по словам международного мастера Михаила Попова, «значительно уступая соперникам в классе, не боялся идти в штыковую борьбу с мэтрами». В декабре 2023 года А. Нестеров стал полуфиналистом (бронзовым призёром) Кубка России по шахматам: прошёл Сергея Волкова и Илью Ильюшенка, уступил Вадиму Звягинцеву.
Участник индивидуальных чемпионатов Европы 2018, 2022, 2023 гг. По результатам чемпионата 2022 года включён в список участников Кубка мира 2023 года. В Кубке мира переиграл Фернандо Перальту (Аргентина), затем уступил Анишу Гири (Нидерланды).
Осенью 2023 г. Нестеров играл на юниорском чемпионате мира (игроки не старше 20 лет). По итогам турнира во главе таблицы оказались: Марк-Андриа Маурицци, Нестеров, Лука Будисавлевич, Мамикон Гарибян (набрали по 8,5 очков, указаны в порядке согласно дополнительным показателям). Таким образом, Нестеров стал серебряным призёром этого соревнования. На счету россиянина в том числе победа над Хансом Ниманном, имевшим наивысший предстартовый рейтинг среди участников этого соревнования, а единственное поражение Нестеров потерпел от словенца Яна Шубеля.
Участник командного чемпионата России (Премьер-лига) 2023 года в составе московской команды «Русская шахматная школа». В 2024 году в составе этой же команды стал бронзовым призёром аналогичного соревнования.
В декабре 2023 года Нестеров принял участие в чемпионатах мира по рапиду и блицу, прошедших в Самарканде.

## Спортивные результаты
Индивидуальные соревнования с классическим контролем времени:
| Год  | Город           | Соревнование                       | + | − | = | Результат | Место         | Примечания |
| ---- | --------------- | ---------------------------------- | - | - | - | --------- | ------------- | ---------- |
| 2018 | Батуми          | 19-й чемпионат Европы              | 4 | 4 | 3 | 5½ из 11  | 161 (131—181) | [ 25 ]     |
| 2020 | Сочи            | 73-й чемпионат России, высшая лига | 2 | 4 | 3 | 3½ из 9   | 39 (38—46)    | [ 26 ]     |
| 2021 | Чебоксары       | 74-й чемпионат России, высшая лига | 3 | 3 | 3 | 4½ из 9   | 28 (25—35)    | [ 27 ]     |
| 2022 | Брежице         | 22-й чемпионат Европы              | 6 | 2 | 3 | 7½ из 11  | 20 (9—31)     | [ 28 ]     |
|      | Обнинск         | 75-й чемпионат России, высшая лига | 2 | 0 | 7 | 5½ из 9   | 6 (5—11)      | [ 29 ]     |
|      | Чебоксары       | Суперфинал 75-го чемпионата России | 0 | 4 | 7 | 3½ из 11  | 12            | [ 30 ]     |
| 2023 | Врнячка-Баня    | 23-й чемпионат Европы              | 4 | 1 | 6 | 7 из 11   | 71 (46—88)    | [ 31 ]     |
|      | Новокузнецк     | 76-й чемпионат России, высшая лига | 3 | 1 | 5 | 5½ из 9   | 9 (7—13)      | [ 32 ]     |
| 2024 | Нижний Новгород | 77-й чемпионат России, высшая лига | 4 | 1 | 4 | 6 из 9    | 4 (1—4)       | [ 33 ]     |